# TVE Internacional
TVE Internacional, denominado Televisión Española en su emisión y conocido habitualmente como Canal Internacional, es un canal de televisión por suscripción internacional de origen español, propiedad de Radiotelevisión Española, que emite para el exterior a través de satélites tanto en abierto como bajo suscripción. Se emite de manera internacional, estando la mayor parte de su audiencia localizada en Europa, América del Norte, Hispanoamérica, Filipinas, Sahara Occidental y Guinea Ecuatorial.
Durante el día, varios boletines de noticias, como el Telediario internacional, son proporcionados por el canal 24 Horas de TVE, cubriendo información tanto de España como del exterior. El Telediario convencional, emitido por La 1, también es emitido simultáneamente por este canal.

## Historia
TVE Internacional comenzó sus emisiones en pruebas el 1 de diciembre de 1989 y de forma oficial, el 1 de diciembre de 1990. En sus primeros años, el canal emitió para América y Europa una única programación, integrada por redifusión de espacios estrenados en La 1 y La 2. Desde el 15 de abril de 1991 se diseñó una programación diferenciada para uno y otros continentes. Desde 1992, TVE Internacional emitió a través del satélite Astra e Hispasat para Hispanoamérica.
La señal de TVE Internacional se recibe en Asia y Oceanía desde diciembre de 1995 y en África desde el 12 de octubre de 1999.Desde agosto de 2013 se puede ver a través de internet gracias a un acuerdo con filmon.com.

## Programación
Su programación consta principalmente de los telediarios emitidos en España a través de TDT. Esto lo hace simultáneamente con lo que se emite en España. El resto de la programación se llena con espacios propios de TVE en redifusión y con series y películas españolas de las que TVE dispone de derechos para todos. Muy raramente se emiten eventos deportivos disputados en España, y siempre en diferido por cuestiones de derechos.
Antiguamente, se emitían un número limitado de anuncios, pero generalmente las interrupciones de la red comercial en los programas transmitidos en directo en España estaban cubiertos con un reloj y documentales breves con información sobre España y su fauna, aunque a veces se mostraban sus anuncios. A raíz de la eliminación de publicidad en 2010, en Televisión Española sólo se emiten promociones del propio canal.